# Clubiona aliceae
Clubiona aliceae là một loài nhện trong họ Clubionidae.
Loài này thuộc chi Clubiona. Clubiona aliceae được Arthur Merton Chickering miêu tả năm 1937.